# بيض النمل
يُشير بيض النمل (بالتايلندية: มดเเดง) إلى كل من بيض وشرانق النمل الحائك (ورقي المسكن الزمردي، المعروف في تايلاند باسم النمل الأحمر) والذي يتم تناوله في العديد من البلدان في جنوب شرق آسيا، وخاصة لاوس وشمال شرق تايلاند (يسان). هي غنية بالبروتين ويتم الاستمتاع بها بسبب حموضتها ونكهتها القوية عند تناولها مع الحساء والعجة والسلطات.
ماينغ (Maeng) مون هو نوع مماثل من النمل مع البيض ويؤكل في شمال تايلاند. ماينغ مون هو نوع من النمل يعيش تحت الأرض.

## التَغذِيَة
يعتبر بيض النمل مصدرًا عاليًا للبروتين. تحتوي 100 غرام على أكثر من 8.2 غرام من البروتين. تحتوي على دهون وسعرات حرارية أقل من بيض الدجاج حيث تحتوي على 2.6 غرام فقط من الدهون، بينما تحتوي بيضة الدجاج على أكثر من 11.7 غرام. وتحتوي على معادن أخرى مثل؛ الكالسيوم، والفوسفور، والحديد، والصوديوم، والبوتاسيوم، وفيتامين ب1، وفيتامين ب2، والنياسين.

## الاستخدامات

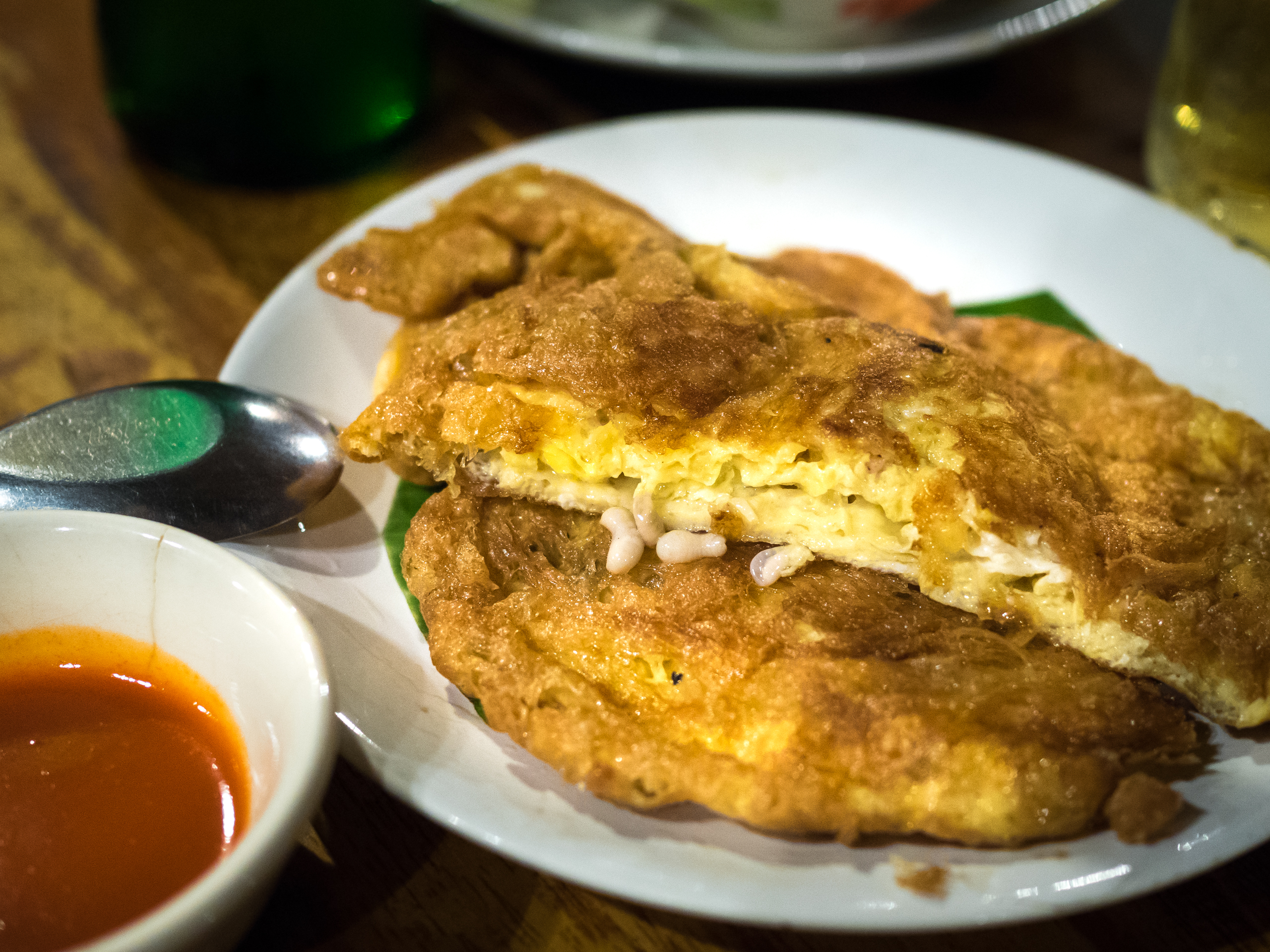
عجة بيض النمل

يتم طهي بيض النمل الأحمر في أنواع من الأطعمة مثل سلطة بيض النمل الأحمر (ก้ ยไข่มด เเดง). نظرًا لاحتوائه على حمض الخليك، يتم استخدام بيض النمل الأحمر بدلًا من عصير الليمون أو الخل في العديد من الأطباق التايلاندية.
يُعدُّ حساء بيض النمل طبقًا تقليديًا في لاوس، لكن شعبية الطبق تتضاءل بين الأجيال الشابة.
يتم بيع بيض النمل أيضًا معلبًا.

## التربية
يُنظر إلى تربية بيض النمل الأحمر على أنها عمل مفيد ومنخفض التكلفة للمجتمعات الفقيرة. يمكن زراعة أعشاش متعددة على شجرة واحدة، مثل شجرة المانغو أو النخيل، ويتم تزويدها بالطعام التكميلي والماء والسكر حتى يتم حصاد البيض. موسم التكاثر هو من سبتمبر إلى ديسمبر ومن يناير إلى أبريل. يمكن جمع البيض في شهري مايو ويونيو، ولكن يجب الحرص على عدم إتلاف بقية العش أو قتل أي من النمل المتبقي.